# 翁贝蒂德
翁贝蒂德（義大利語：Umbertide），是意大利翁布里亚大区佩鲁贾省的一个市镇。总面积200.16平方公里，人口16763人，人口密度83.7人/平方公里（2009年）。ISTAT代码为054056。